# Book of Days (sang)
"Book of Days" er en sang af den irske musik Enya. Den originale version var inkluderet på hendes album Shepherd Moons fra 1992, hvor den blev sunget på irsk. Den efterfølgende single-udgave fra 1992 blev sunget på engelsk; denne version blev indspillet til Ron Howards film Far and Away (1992), og scener fra filmen blev brugt i musikvideoen. Den tosprogede engelsk-irske version erstattede den oprindelige på gælisk-irsk på efterfølgende udgaver af Shepherd Moons fra midten af 1992 og fremefter, hvilket gør den oprindelige udgave relativt sjælden.
På trods af at bliver nomineret til en Razzie for værste originale sang så blev, "Book of Days" Enyas anden top-10 single på UK Singles Chart, hvor den nåede 10-pladsen og nummer 12 på Irish Singles Chart. Den blev brugt som tempo-nummer ved redigering af James Camerons film Titanic til scene der endte med at få nummeret "Take Her To Sea, Mr. Murdoch" på soundtracket af James Horner.

## Spor
| 1. | "Book of Days" | 2:55 |
| 2. | "As Baile"     | 4:03 |

| 1. | "Book of Days"  | 2:55 |
| 2. | "As Baile"      | 4:03 |
| 3. | "Morning Glory" | 2:27 |

| 1. | "Book of Days"  | 2:55 |
| 2. | "Watermark"     | 2:25 |
| 3. | "On Your Shore" | 3:59 |
| 4. | "Exile"         | 4:23 |

| 1. | "Book of Days"  | 2:55 |
| 2. | "On Your Shore" | 3:59 |
| 3. | "As Baile"      | 4:03 |

| 1. | "Book of Days"        | 2:55 |
| 2. | "As Baile"            | 4:03 |
| 3. | "Angeles"             | 3:47 |
| 4. | "Oriel Window"        | 2:22 |
| 5. | "'S Fágaim Mo Bhaile" | 3:57 |
| 6. | "Caribbean Blue"      | 3:40 |

## Hitlister
| Hitliste(1992)                                   | Højeste placering |
| ------------------------------------------------ | ----------------- |
| Australia (ARIA)                                 | 111               |
| Europe (Eurochart Hot 100)                       | 26                |
| Irland (IRMA)                                    | 12                |
| Sverige (Sverigetopplistan)                      | 34                |
| Storbritannien Singles (Official Charts Company) | 10                |